# Steinenbrück (Gummersbach)
Steinenbrück ist ein Ortsteil von Gummersbach im Oberbergischen Kreis im südlichen Nordrhein-Westfalen.

## Lage und Beschreibung
Der Ortsteil liegt am Hömerich, einer 367-m-Erhebung, und ist ca. 1,5 km vom Stadtzentrum entfernt.

## Geschichte
1543 wurde der Ort das erste Mal urkundlich erwähnt und zwar als „Theiß op der Steynebruyggen“ in der Steuerliste anlässlich der Burgundischen Fehde.
Der Ort Steinenbrück gehörte bis 1806 zur Reichsherrschaft Gimborn-Neustadt.

## Freizeit
- Sporthalle
- Gymnastikhalle
- Sportplatz
- zwei Spielplätze

### Vereinswesen
- Schützenhaus Steinenbrück

## Schulen
- Gemeinschaftsgrundschule Gummersbach-Steinenbrück (GGS)
- Die „Freie Christliche Bekenntnisschule“ umfasst am Ortsrand die Schulformen Gymnasium, Realschule und Hauptschule.[3] Die Schule wird in privater Trägerschaft betrieben.

## Kirchliche Einrichtungen
- Ev. Gemeindezentrum Steinenbrück
- Ev. Kirchengemeinde Gummersbach-Steinenbrück
- Kath. Filialkirche St. Klemens Maria Hofbauer (erbaut 1976–1977, Architekt Hanns Fritz Hoffmanns, Köln)

## Infrastruktur
Öffentlicher Personennahverkehr
- Linie 361 Gummersbach Bf - Steinenbrück - Karlskamp (- Strombach, Weststr.), Mo.-Fr.: 15-Min.-Takt, Sa.: 30-Min.-Takt, So.: 60-Min.-Takt
- Linie 316 Gummersbach Bf - Strombach - Hülsenbusch - Berghausen - Engelskirchen - St.-Josef-Krankenhaus, Mo.-Sa.: ungefährer Zweistundentakt, sonntags einzelne Fahrten
- Linie 366 Gummersbach Bf - Strombach - Lobscheid - Dieringhausen Bf, Mo.-Fr.: einzelne Fahrten

Radverkehr
Eine Fußgänger- und Fahrradbrücke verbindet den Stadtteil mit der Innenstadt. Sie führt vom Hömicker Weg über den Autobahnzubringer Westtangente (B 256) zur Franz-Schubert-Straße. Entlang der Westtangente führt ein Geh- und Radweg vom südlichen Ende Steinenbrücks nach Vollmerhausen.
Straßenverkehr
Die Brückenstraße verbindet Steinenbrück mit der Innenstadt. Außerdem verbindet die B 256 Steinenbrück mit der Autobahn A 4 im Süden und führt im Norden Richtung A 45.